# Чепура строката
Чепура строката (Egretta picata) — вид птахів родини чаплевих (Ardeidae). Мешкає на півночі Австралії, на островах Воллесії та на Нової Гвінеї.

## Опис
Довжина птаха становить 43-55 см. Самці важать 247-280 г, самки 225-242 г, забарвлення у них подібне. Верхня частина тіла, голова і крила темно-сірі, горло і шия білі, на голові чуб. Лапи жовті. У молодих птахів чуб відсутній, а голова має біле забарвлення.

## Поширення і екологія
Строкаті чепури живуть на болотах і заплавних луках.

## Поведінка
Строкаті чепури гніздяться з лютого по квітень. Гніздо розміщуються на деревах над водою, зокрема в мангрових заростях. Строкаті чепури часто гніздяться в колоніях, разом з іншими видами чапель. Гнізда пласкі, неглибокі, робляться з хмизу. В кладці 1-2 синьо-зелених яйця.
Строкаті чепури живляться переважно комахами, а також земноводними, ракоподібними і рибами. Шукають здобич як поодинці, так і величезними зграями до 1000 птахів.

## Галерея

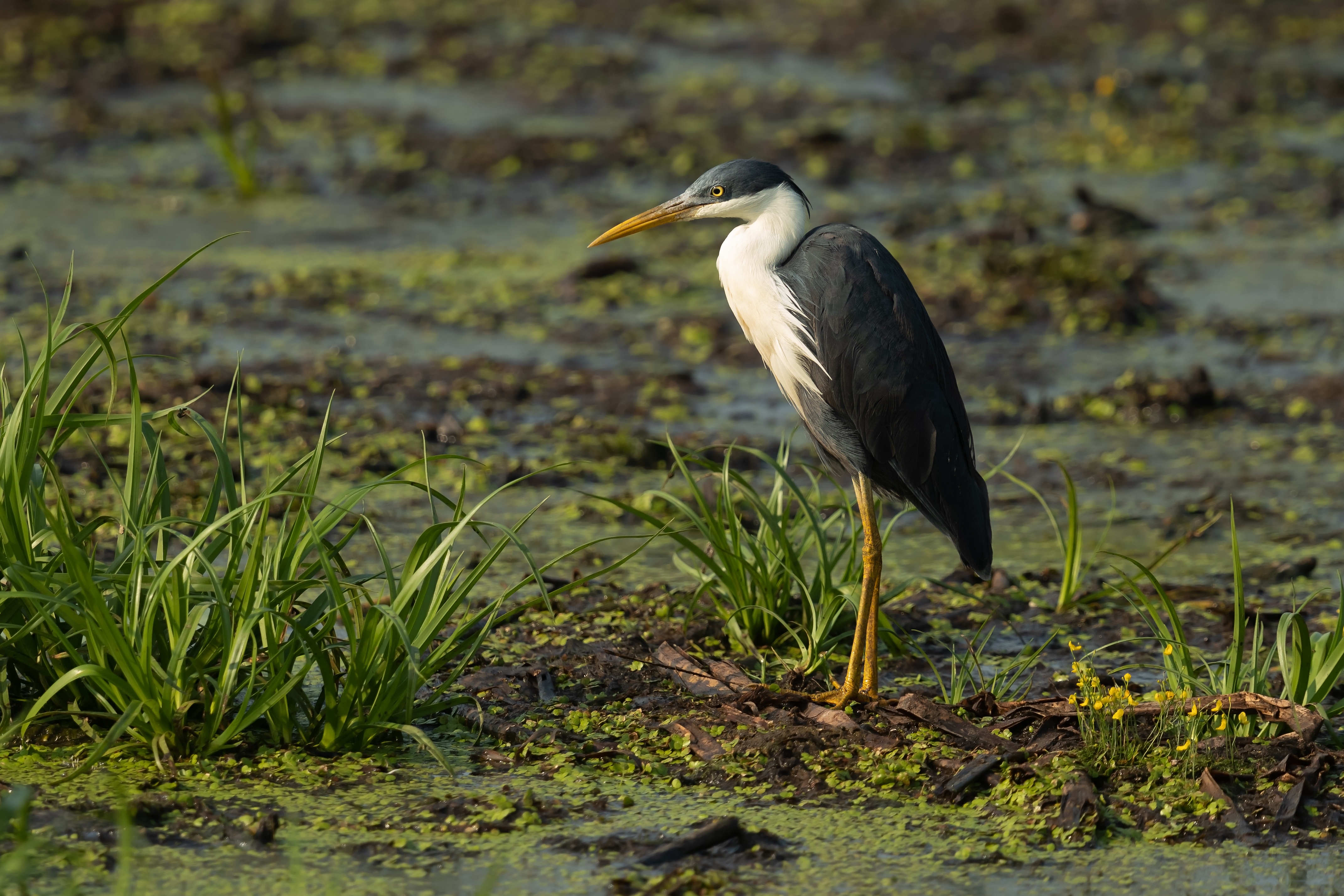
Строката чепура
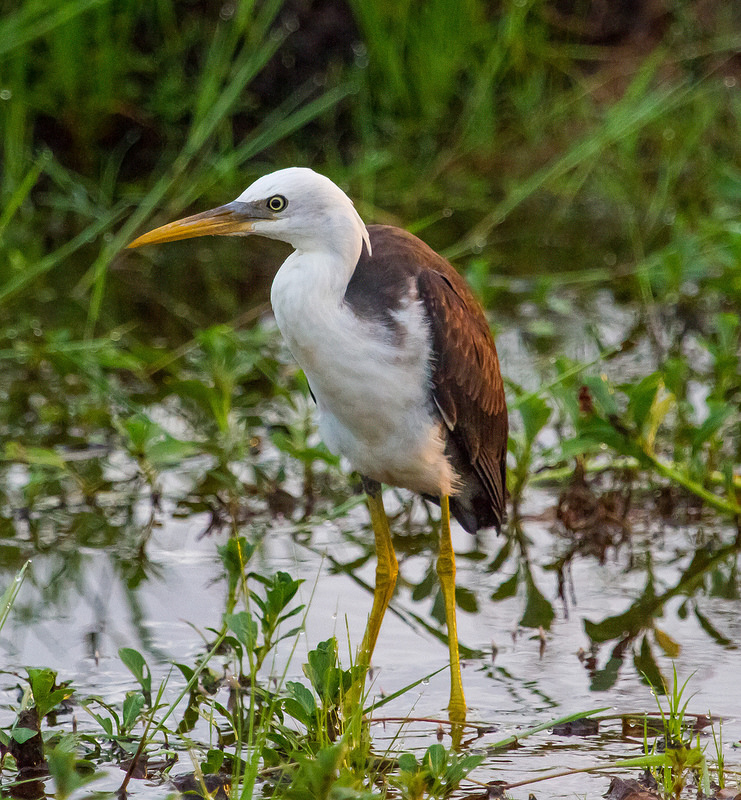
Молода строката чепура
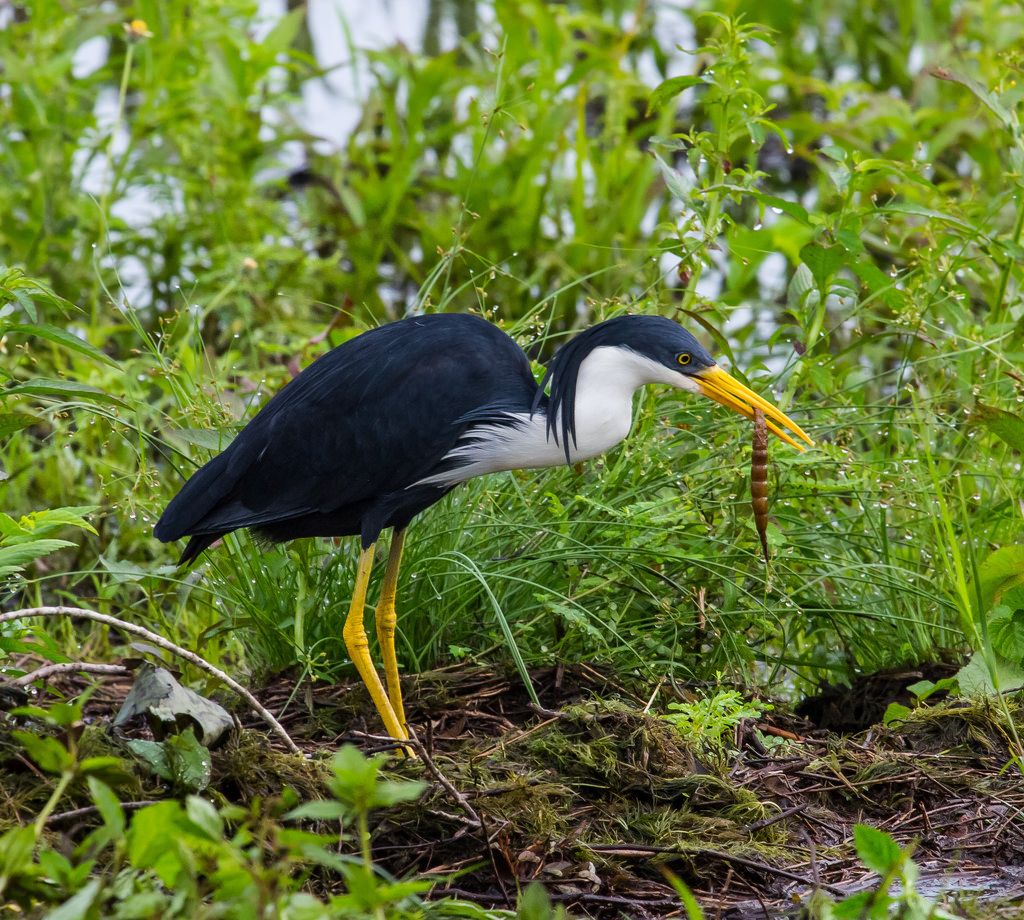
Строката чепура зі здобиччю
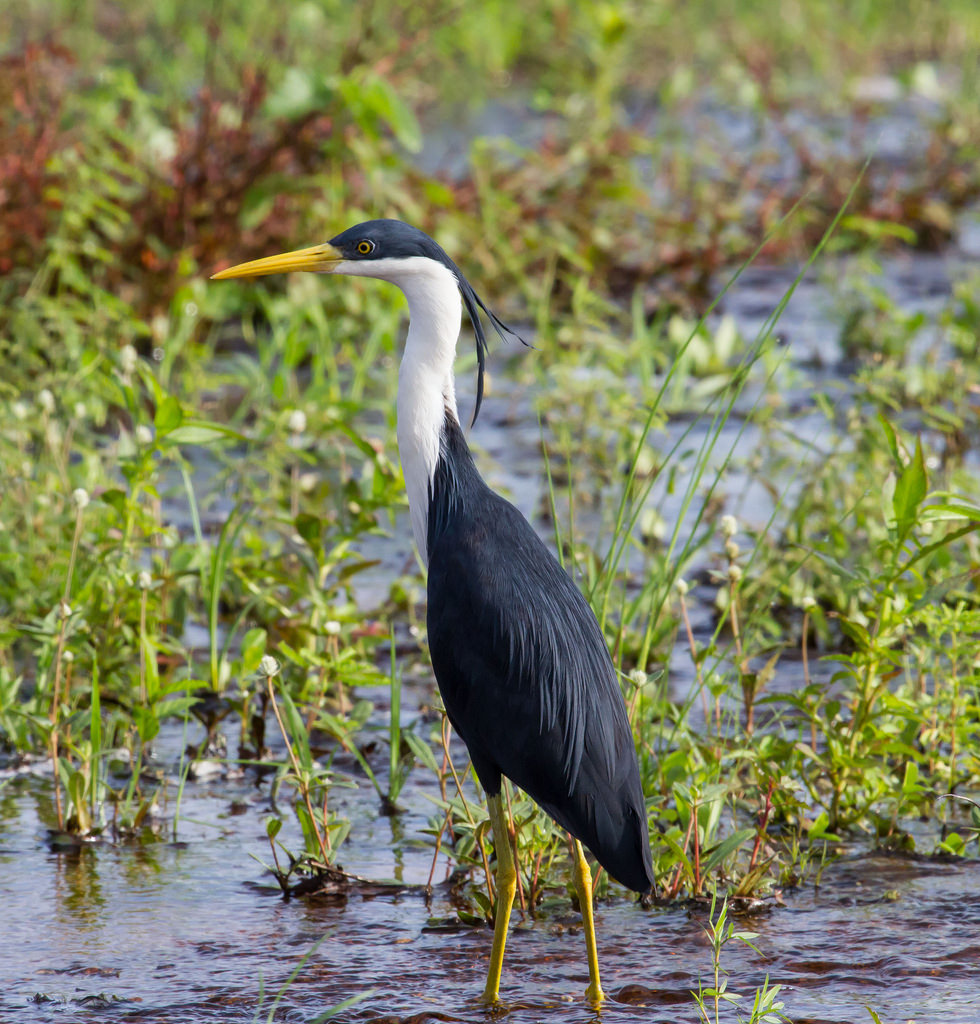
Строката чепура під час сезону розмноження